# Лімітанеї
Лімітаней (лат. limitaneus — ті, що на кордоні) були прикордонними військовими підрозділами Римської імперії, які охороняли кордони (limes) імперії під час пізньої античності. Вони були частиною римської армії і відповідали за оборону прикордонних територій від варварських племен та інших загроз. Були важливою частиною пізньоримської та ранньовізантійської армії. Після реорганізацій кінця III — початку IV ст. лімітанеї, на відміну від Comitatenses, palatīni та Scholae, складали гарнізони в укріпленнях уздовж кордонів Римської імперії, і зазвичай не очікувалося, що вони воюватимуть далеко від своїх укріплень.

## Основні етапи розвитку
1. Реформи Діоклетіана[2] (кінець III — початок IV століття):
  - Імператор Діоклетіан (правив у 284—305 роках) розділив армію на два основні типи: comitatenses (мобільні війська) і limitanei (прикордонні війська).
  - Limitanei були закріплені за певними прикордонними регіонами, де вони служили як гарнізони у фортецях та укріпленнях.
2. Реформи Костянтина Великого (початок IV століття):
  - Імператор Костянтин Великий (правив у 306—337 роках) продовжив зміцнювати прикордонну оборону, підвищуючи роль limitanei.
  - Він також створив нові військові округи та побудував додаткові укріплення на кордонах.
3. Подальший розвиток (IV—V століття):
  - З часом limitanei стали більш залежними від місцевих ресурсів, займалися землеробством і мали сім'ї, які жили поруч з військовими поселеннями.

## Занепад

### Внутрішні причини
1. Економічний спад:
  - Постійні війни, політична нестабільність і висока вартість утримання великої армії виснажували економіку імперії.
  - Римська імперія переживала періоди інфляції, що призводило до зниження оплати праці limitanei.
2. Зменшення боєздатності:
  - Limitanei все більше займалися сільським господарством, що відволікало їх від військових обов'язків і знижувало рівень їхньої підготовки.
  - Постійне проживання на одному місці призводило до втрати дисципліни і бойового духу, які були важливими для ефективного військового підрозділу.

### Зовнішні причини
1. Натиск варварських племен:
  - Починаючи з IV століття, посилилися напади германських племен, гунів та інших варварських народів на кордони Римської імперії.

### Політичні причини
1. Імператори намагалися реформувати армію, зміцнюючи мобільні сили (comitatenses) за рахунок прикордонних військ.
2. Після розділення Римської імперії на Західну і Східну (Візантійську) в 395 році, західна частина зазнавала все більших труднощів з утриманням своїх кордонів.
3. Падіння Західної Римської імперії у 476 році стало кінцем системи limitanei на заході. У Візантійській імперії ця система ще певний час існувала, але також зазнала змін і поступово занепадала.

## Основні типи укріплень
1. Фортеці (лат. castella):
  - Фортеці були основними гарнізонами limitanei. Вони розташовувалися вздовж кордонів і слугували базами для прикордонних військ.
  - Фортеці мали товсті стіни, бастіони, вежі і часто були оточені ровами.
  - Всередині фортець знаходилися казарми, склади для зберігання зброї та продовольства, а також приміщення для офіцерів.
2. Сторожові вежі (лат. turres):
  - Сторожові вежі будувалися на відстані одна від одної вздовж кордону, щоб забезпечити спостереження за прилеглою територією.
  - Вежі дозволяли швидко передавати сигнали за допомогою вогнів або диму у разі наближення ворога.
3. Вали (aggeres):
  - Вали складалися з насипів землі або каменю, часто зміцнених дерев'яними або кам'яними стінами.
  - Вали використовувалися для створення фізичних перешкод, що ускладнювало вторгнення ворогів.
4. Стіни (лат. muri):
  - Довгі захисні стіни, такі як знаменитий Вал Адріана в Британії або Рейнські та Дунайські лімеси в Європі, забезпечували додатковий захист.
  - Стіни були оснащені воротами і оборонними вежами для спостереження і оборони.

## Цікаві факти
- Діоклетіан поділив армію на прикордонні війська (limitanei) і мобільні сили (comitatenses). Це дозволило швидко реагувати на загрози на кордонах, зберігаючи при цьому мобільні резерви для внутрішніх конфліктів та інших загроз.
- Діон Кассій (Cassius Dio) у своїй «Римській історії» не використовує термін «limes» систематично, але він описує прикордонні укріплення, військові кампанії та оборонні стратегії Римської імперії, що можуть бути пов'язані з лімесами.